# Розумна собачка Соня
Розумна собачка Соня (рос. Умная собачка Соня) — мальований мультиплікаційний фільм кіностудії «Екран» за творами Андрія Усачова, що складається з двох випусків.

## Сюжет
Розумна собачка Соня живе у квартирі одного багатоповерхового будинку, її господаря звуть Іван Іванович Корольов (через це сусід Івана Івановича, поет Тім Собакін назвав Соню королівським дворняжкою). І незважаючи на те, що Соня — дуже маленький і ввічливий песик, він постійно потрапляє в якісь неймовірні історії. Але із кожної ситуації Соня робить висновки на майбутнє.
У мультфільмі звучить пісня з приспівом: «А маленька бідна собачка, гарненька біла собачка, цілими днями нудьгує біля вікна».

### Серії
Фільм 1:
- «Хто зробив калюжу?»

Коли Соня була цуценям, вона намагалася робити калюжу на килимі, оскільки він швидко вбирав і калюжі не було видно. А потім побачила великі калюжі на вулиці та вирішила, що їх зробив слон.
- «Здрастуйте, дякую і до побачення».

Літня, вихована Такса встигає навчити Соню ввічливості, поки та пробігає повз неї.
- Гірчиця'.

Найсмачніші речі люди їдять помалу, тому найсмачнішою має бути… Гірчиця!
Фільм 2:
- «Пляма».

Спочатку Соня зробила пляму вишневим варенням, а після замазування всієї скатертини варенням залишилася біла пляма "без варення".
- "Що краще?"

Соня розмірковує над питанням: краще бути великим собакою чи маленьким?

## Творці
| режисер                   | Вадим Меджибовський |
| сценарист                 | Андрій Усачов |
| художники-постановники    | Т. Абалакіна, Вадим Меджибовський (2), Наталія Кудрявцева (1) |
| оператор                  | Ернст Гаман |
| звукооператор             | Неллі Кудріна |
| композитор                | Ігор Єфремов |
| ролі озвучували           | Олексій Борзунов, Світлана Степченко (1, 2); Тетяна Божок, Світлана Травкіна (1) |
| художники-мультиплікатори | М. Чижикова, Є. Блінова, Є. Січкар, А. Крилов, Т. Казмірук, І. Петеліна (2); Л. Підсипаліна, О. Крилов, Світлана Січкар, Т. Арешкова, Є. Січкар (1)                                                      |
| художники                 | Ірина Черенкова, Є. Станікова, Ніна Іванчева, С. Лузганова, Людмила Подсипаніна, М. Короткова, Євген Поцюс (2); Є. Станікова, А. Гришанова, Н. Іваничев, Є. Блінова, О. Мелік-Саркісян, І. Черенкова (1) |
| монтажер                  | Л. Афанасьєва (2), О. Чекаліна (1) |
| редактор                  | Т. Бородіна |
| директор                  | Л. Зарюта |